# Гелен, Рейнхард
Рейнхард Гелен (нем. Reinhard Gehlen; 3 апреля 1902, Эрфурт — 8 июня 1979, Мюнхен) — немецкий военный деятель, генерал-лейтенант (c 9 апреля 1945) вермахта в период Второй мировой войны, один из руководителей разведки на Восточном фронте. Создатель «Организации Гелена», позже преобразованной в Федеральную разведывательную службу Германии (BND). Первый президент Федеральной разведывательной службы (BND).

## Биография

### Ранние годы
Родился в семье владельца книжного магазина, бывшего офицера.

### Между войнами
20 апреля 1920 года добровольцем завербовался в рейхсвер. 1 декабря 1923 произведен в лейтенанты 3-го артиллерийского полка. С 10 ноября 1938 командир 8-й батареи 18-го артиллерийского полка.

### Вторая мировая
В Польскую кампанию (с 1 сентября 1939) — старший офицер Генерального штаба (начальник оперативного отдела) в штабе 213-й пехотной дивизии. 25 октября переведён в Большой Генштаб. С июня 1940 года — адъютант начальника Генштаба сухопутных войск генерала Франца Гальдера. Осенью 1940 года был назначен руководителем группы в Оперативном отделе Генштаба сухопутных войск. Первоначально отвечал за работу в Скандинавии и Южной Европе. Участвовал в разработке плана «Барбаросса».

#### Восточный фронт
1 апреля 1942 года был назначен начальником 12-го отдела Генштаба «Иностранные армии Востока», который занимался армейской разведкой в отношении Красной Армии. В ведении Гелена находилась оперативная разведка на советско-германском фронте. Его служба работала параллельно с другими немецкими спецслужбами — абвером адмирала Вильгельма Канариса (в подчинении 1-го отдела абвера) и политической разведкой Вальтера Шелленберга. Из советских военнопленных, перебежчиков и антикоммунистов он создавал в 1943 году под командованием генерала Власова шпионские и диверсионные подразделения Комитета освобождения народов России в дополнение к боевым подразделениям.
Агентурная сеть
Весной 1942 года, работая в лагерях военнопленных, завербовал бывшего военного комиссара РККА Мишинского, выразившего готовность сотрудничать с немецкой разведкой. После соответствующей специальной подготовки Мишинский был переправлен через линию фронта. Под легендой бегства из плена Мишинский сообщил советской контрразведке фальшивые сведения о немецкой армии и был переведён на штабную работу в Москве. Используя возможности своего служебного положения, Мишинский собрал и передал Гелену множество ценной информации о советских войсках на лето 1942 года. Эта успешная операция получила кодовое название «Фламинго». Мишинский был не единственным агентом, завербованным Геленом из числа советских военнопленных; его информаторы работали в советских учреждениях, на промышленных предприятиях, в руководстве партийных организаций, а также служили на командных должностях в частях и штабах РККА.

#### Подготовка к бегству
Осознав, что данные, накопленные его отделом, впоследствии понадобятся западным державам для борьбы с СССР, в начале марта 1945 года с несколькими сотрудниками скопировал все документы на микрофильмы, упаковал их в водонепроницаемые баки и спрятал в нескольких местах в Австрийских Альпах.
9 апреля 1945 года Гелен был заменён полковником Герхардом Весселем. 28 апреля Гелен, предварительно спрятав свою семью в Баварии, чтобы она не попала в руки советских войск, оставил штаб-квартиру Генштаба в Бад-Райхенхалле и 22 мая в Фишхаузене-на-Шлирзее сдался в плен американским войскам.

### После Второй мировой
Сразу после капитуляции Германии Гелен вошёл в контакт с американскими спецслужбами с предложением сформировать из бывших нацистов службу противодействия «агрессивным устремлениям СССР в Европе». Развивая тему советской угрозы, он получил финансирование из США и создал новую разведывательную службу — «Организацию Гелена». В апреле 1953 года началась передача «Организации Гелена» под юрисдикцию правительства ФРГ (официально переход завершился к 1 апреля 1956 года). После этого созданная Геленом служба получила название БНД, официальной задачей которой являлась разведка за пределами ФРГ. 1 мая 1968 года передал руководство БНД всё тому же Герхарду Весселю, который теперь уже имел чин генерала.

## Награды
- Железный крест (1939) 2-го класса
- Крест «За военные заслуги» 2-й и 1-й степени с мечами
- Немецкий крест в серебре (28 марта 1945)
- Большой крест заслуг ФРГ со звездой и плечевой лентой (30 апреля 1968)
- Орден заслуг Мальтийского ордена

### Комментарии
1. ↑  До войны Мишинский работал в московском аппарате КПСС; попал в плен в октябре 1941 года[2].

### Сноски
1. ↑  Deane, John R.; Mason, Jack C. Chapter 3 // Lessons in Leadership (англ.). — University Press of Kentucky, 2018. — ISBN 9780813174969.
2. 1 2  Erickson, 2003, с. 343.
3. 1 2  Erickson, 2003, с. 344.
4. ↑  Christopher Simpson: Blowback — The first full account of America’s recruitment of nazis, and its disastrous effect on our domestic and foreign policy. New York, Collier Books, 1989. P. 41. (англ.)

## Сочинения
- Der Dienst. Erinnerungen 1942—1971. München, Droemer, 1971.
- Zeichen der Zeit. Mainz, v.Hase & Koehler Verlag, 1973.
- The Service: the Memoirs of General Reinhard Gehlen, 1972 (ISBN 0529044552)
- Verschlußsache. Mainz, v. Hase & Koehler Verlag, 1980.